# Lac de Lün
Le lac de Lün (Lünersee en allemand) est un lac à proximité du village de Vandans, Vorarlberg, en Autriche, situé à 1 970 m d'altitude. C’est l’un des plus grands lacs du Vorarlberg. Le lac est situé au pied du Schesaplana et récupère l'eau de la fonte du glacier de Brand. Il sert aussi au stockage de l'eau pompée depuis le Latschausee, située à Vandans, vers la station de ski de Golm. L'eau du barrage alimente quatre centrales électriques locales, celles de Lünersee, Rodund I et II et Rodund Walgau.
La profondeur du lac naturel a été surélevée de 72 mètres avec la construction d'un barrage en 1959.
Le lac est relié au village de Brand par un système de téléphérique, le Lünerseebahn. Il est aussi possible de le rejoindre depuis Vandans ou Brand par un chemin de randonnée.
Juste à côté de la station de montagne située près du barrage se trouve le refuge Douglasshütte. Depuis 1960, il remplace un bâtiment de 1870 qui avait été inondé lors de la première mise en eau complète du lac.
En 2013, les installations techniques du barrage du lac de Lün et les lignes de raccordements ont été rénovées.

## Caractéristiques de la centrale électrique
- capacité du réservoir : 78,3 Mio m³
- énergie stockée : 262,16 Mio kWh
- afflux : afflux naturel en moyenne : 15,1 millions m3/ an
- afflux par apport d’eau des centrales Rodund : 63,2 millions m3/an
- premier remplissage complet : 1959
- surface d’eau quand le lac est rempli : 1,55 km²

Panorama.

- profondeur : 139 m

## Galerie

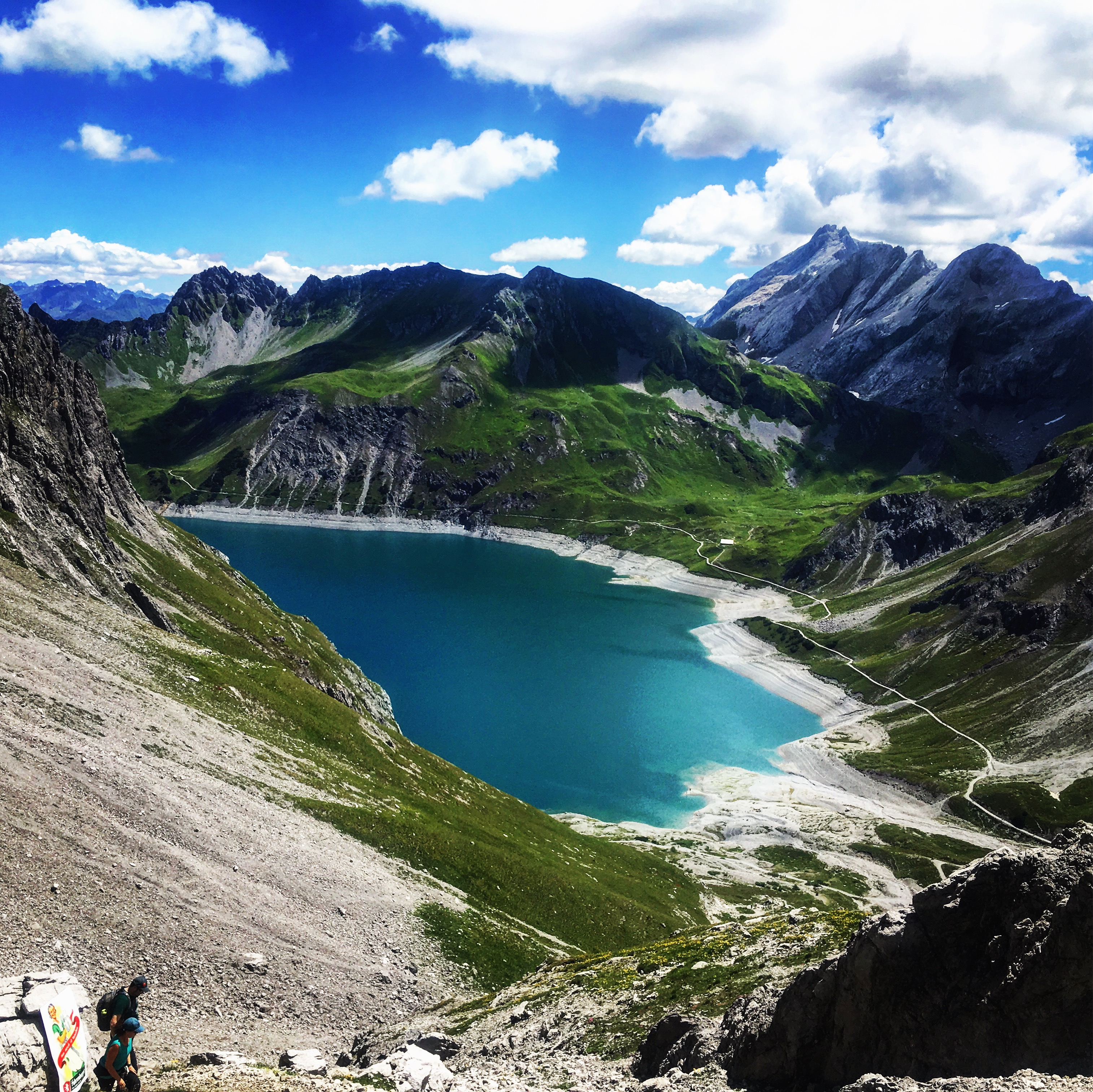
Vue sur le Lünersee depuis la Totalphütte.
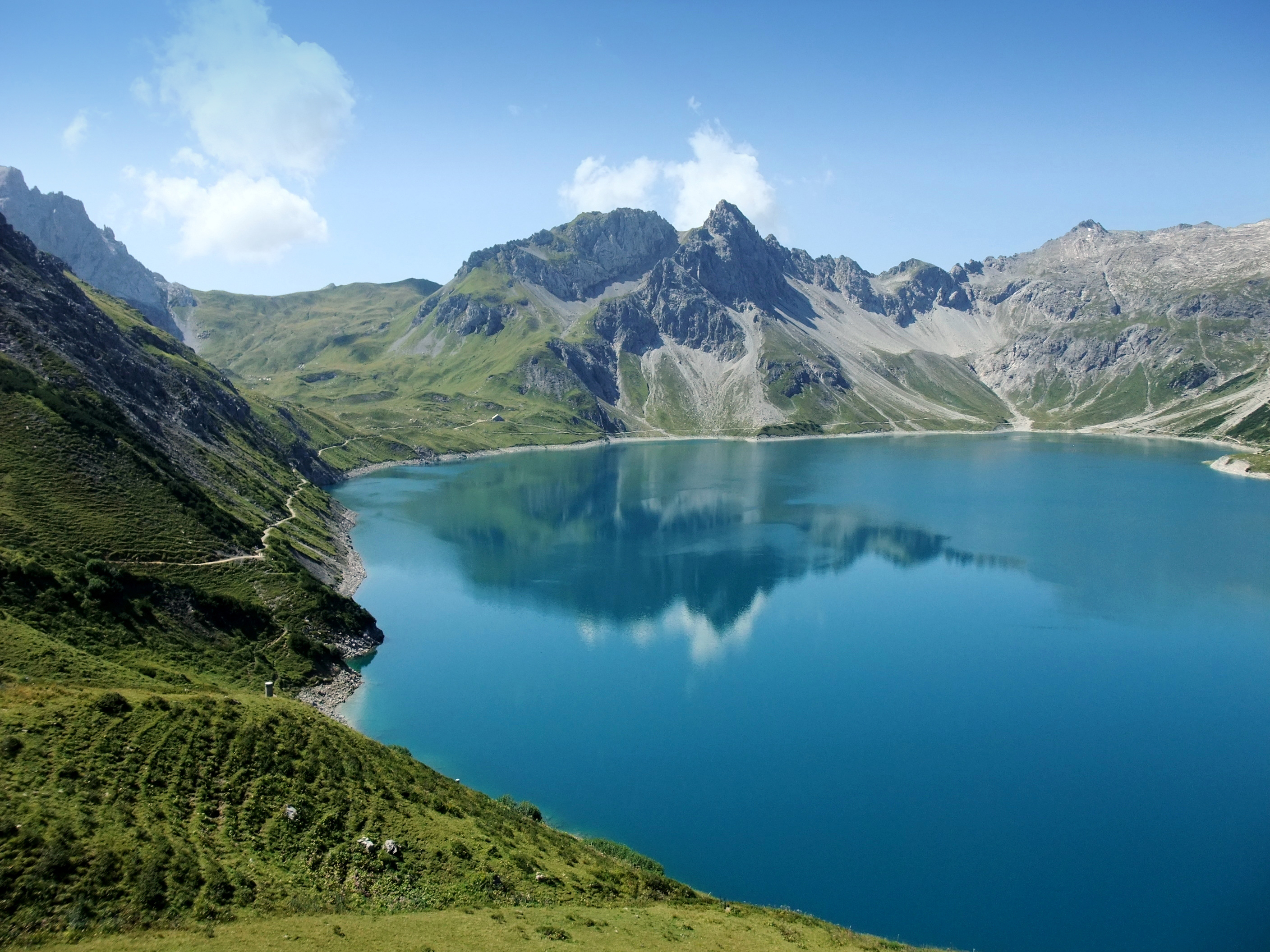
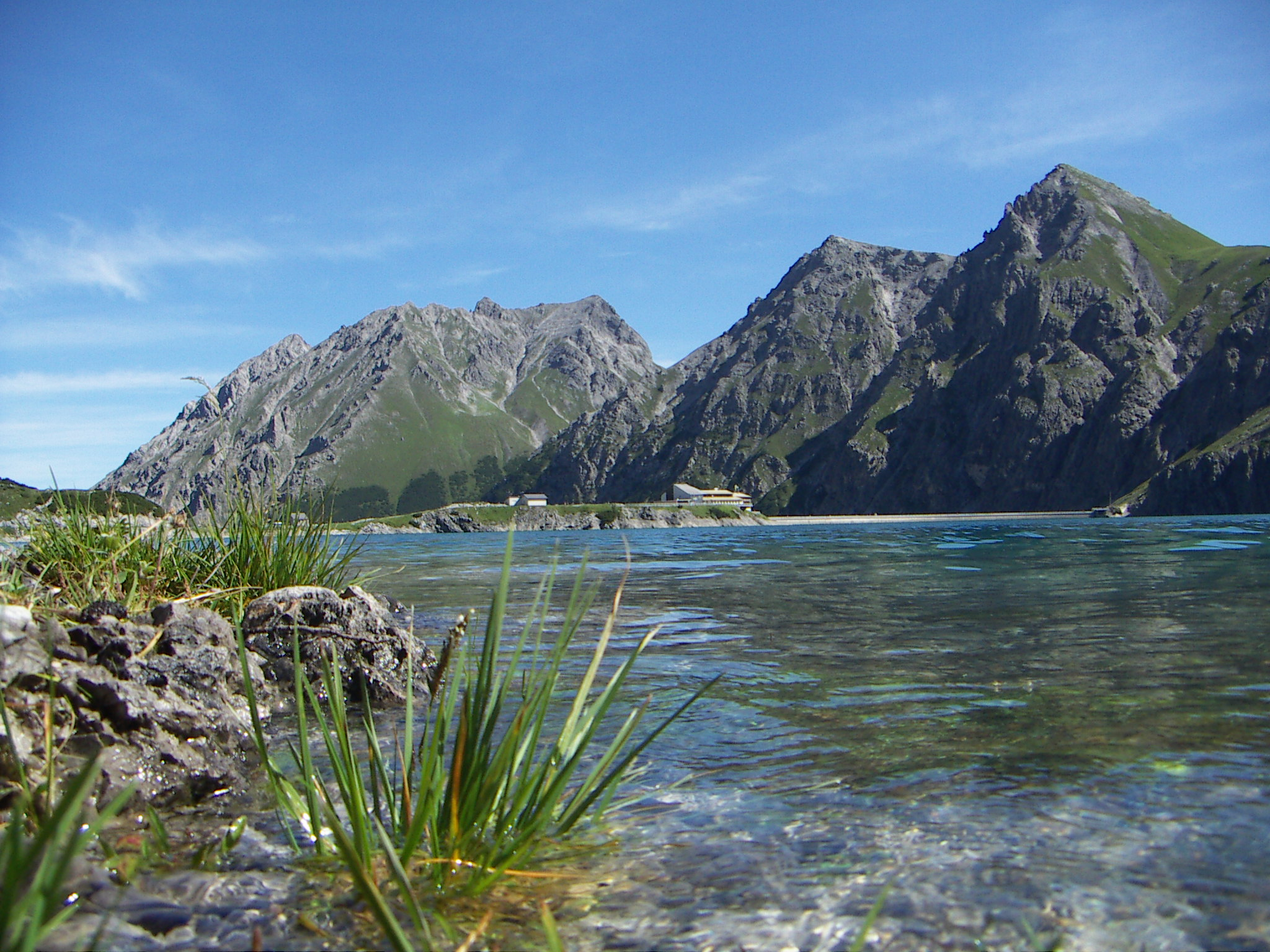
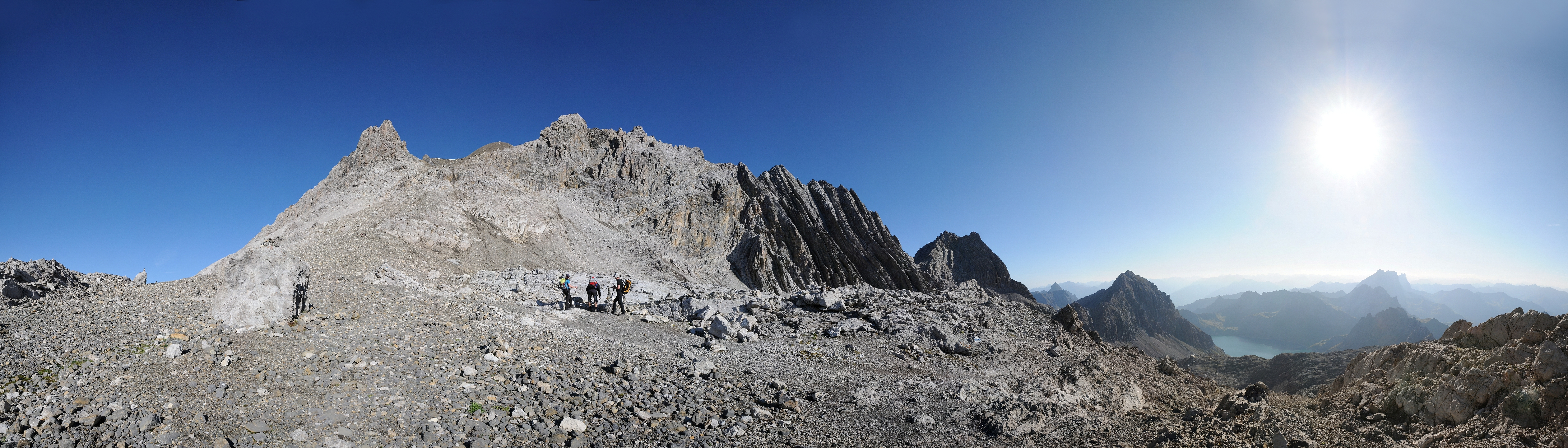
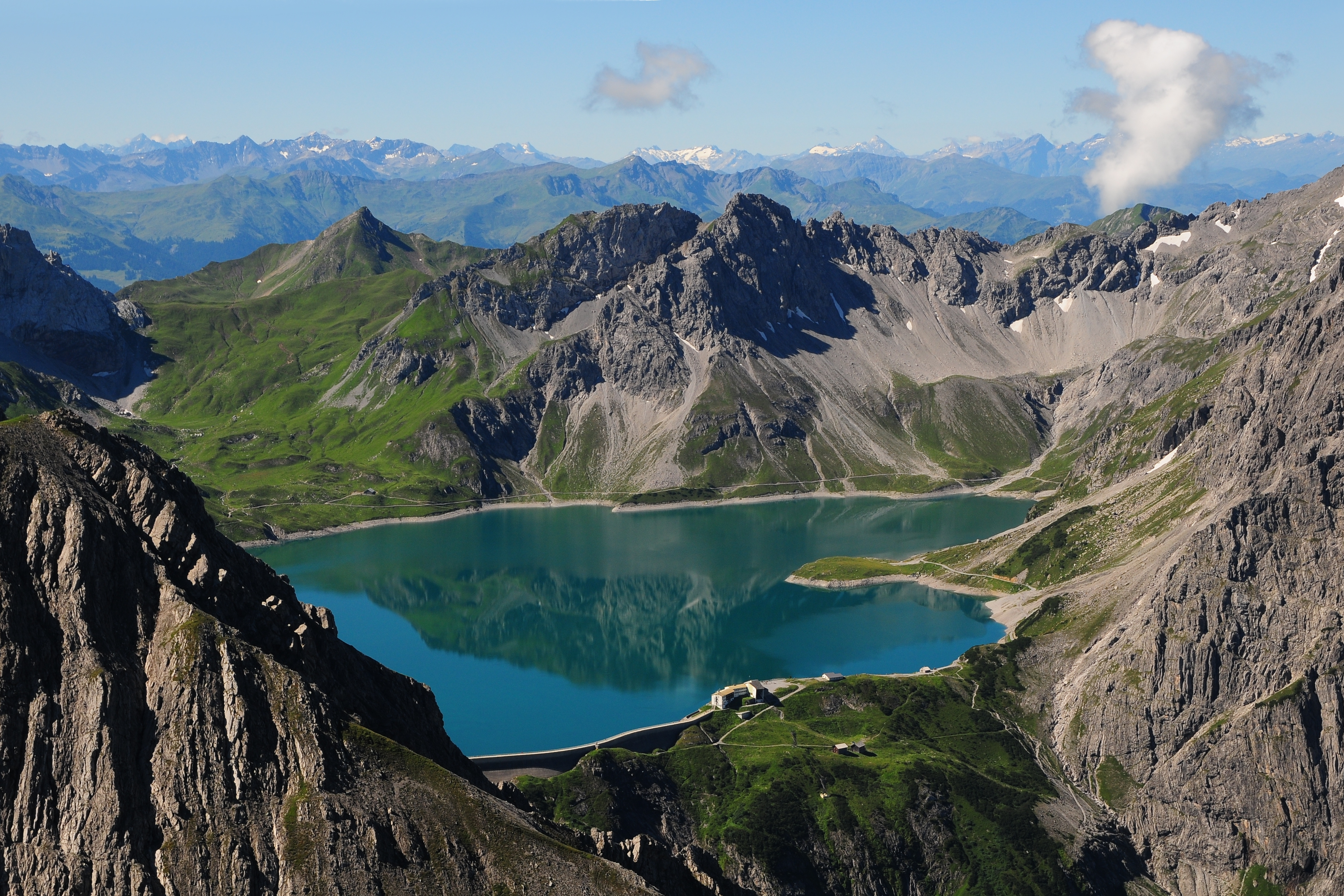
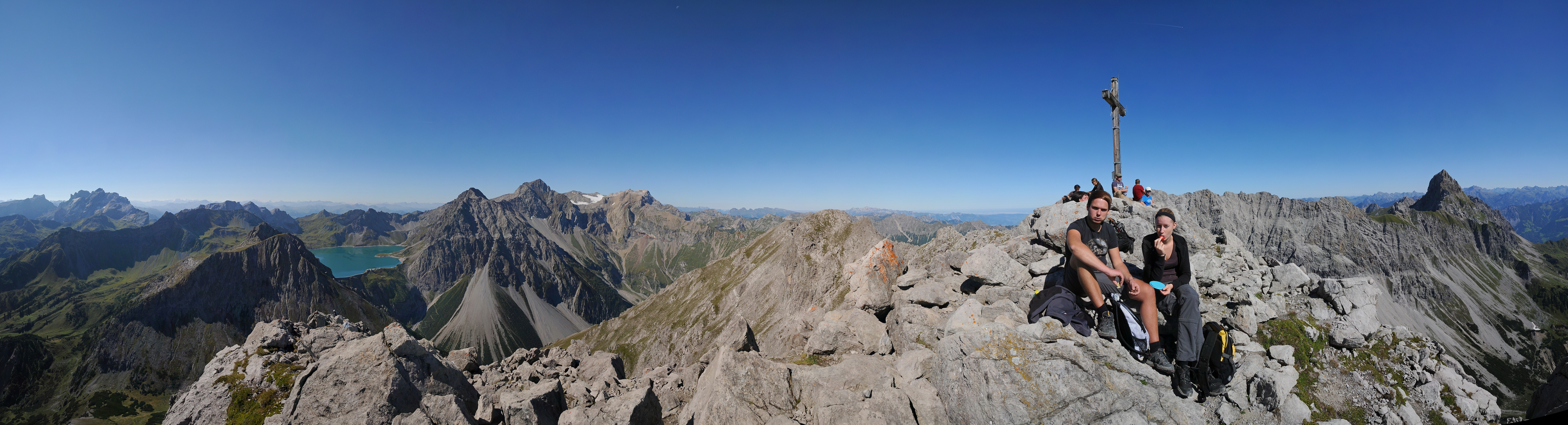
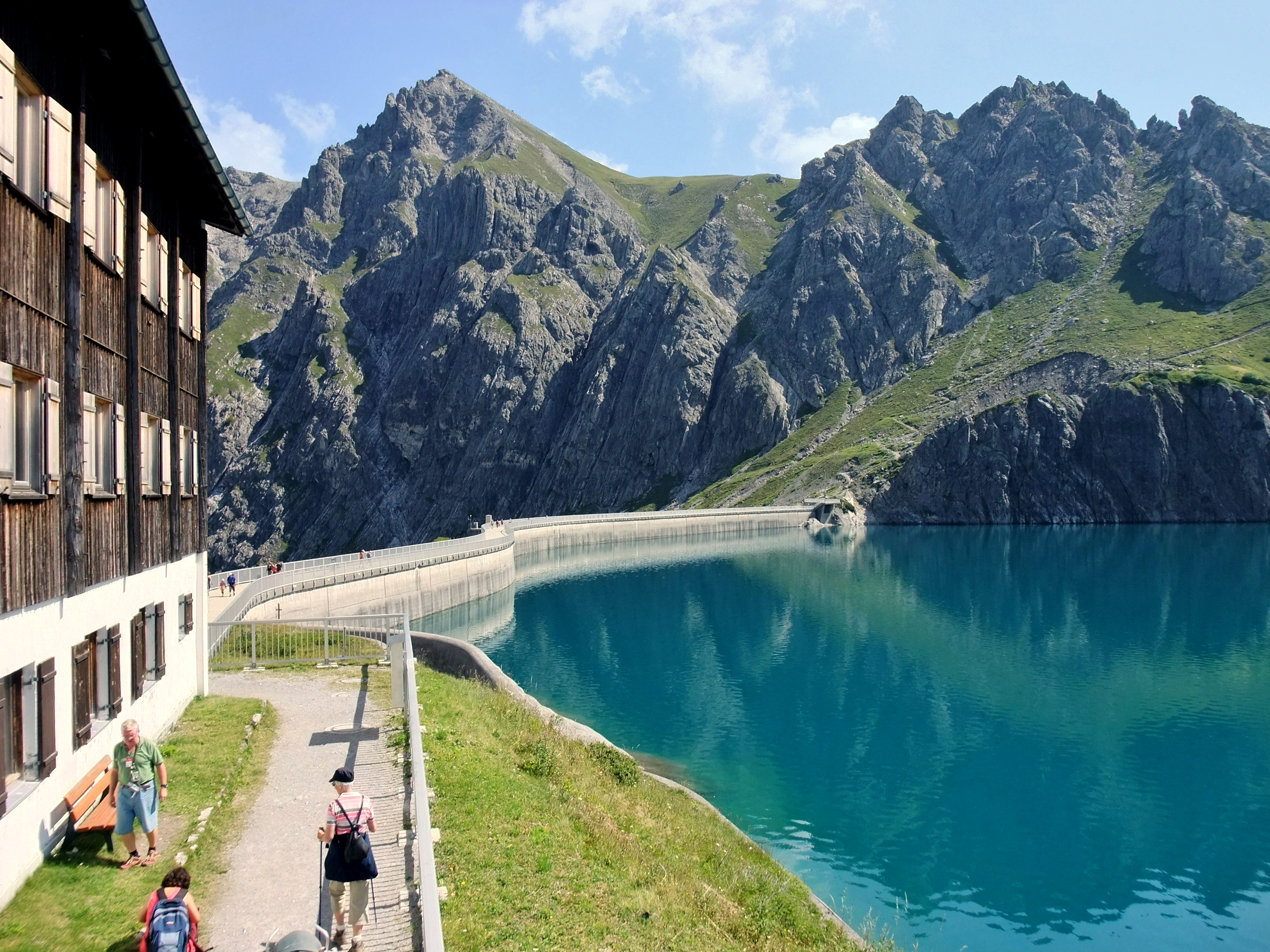